# Römisches Brandgräberfeld Echternacherbrück
Koordinaten: 49° 48′ 54″ N, 6° 26′ 52″ O
Das Römische Brandgräberfeld Echternacherbrück ist ein römisches Grabfeld in der Ortsgemeinde Echternacherbrück im Eifelkreis Bitburg-Prüm in Rheinland-Pfalz.

## Beschreibung
Es handelt sich um ein Brandgräberfeld östlich von Echternacherbrück und nördlich der Sauer.
Die Brandgräber stammen aus der Mitte des 1. Jahrhunderts n. Chr. und zählen somit zur Epoche der Römer.

## Archäologische Befunde
Im Jahre 1938 wurde an dieser Stelle ein Laufgraben angelegt. Bei den Arbeiten stieß man auf die römischen Brandgräber und zerstörte diese teilweise. Durch das Rheinische Landesmuseum Trier konnten noch insgesamt sieben der Bestattungen dokumentiert werden. Aufgrund des Zeitpunktes der Entdeckung konnten keine genauen Untersuchungen vor Ort erfolgen, sodass davon auszugehen ist, dass es sich ursprünglich um mehr als nur sieben Gräber gehandelt hat. Vermutet wird ein größerer Bestattungsplatz. Unter den Beigaben der zerstörten Gräber fand sich hauptsächlich Keramik, die eine Datierung in die Mitte des 1. Jahrhunderts n. Chr. ermöglichte. Einzig das dritte der dokumentierten Gräber wies Abweichungen auf. Hier fand man einen grauschwarzen und mit einem Muster verzierten Topf, der möglicherweise spätlatènezeitlich oder augusteisch ist.

## Erhaltungszustand und Denkmalschutz
Das Brandgräberfeld wurde teilweise bei den Arbeiten zerstört und ist nicht mehr vor Ort in seiner ursprünglichen Form erhalten. Heute befindet es sich zudem innerhalb einer landwirtschaftlich genutzten Fläche.
Das Brandgräberfeld ist als eingetragenes Kulturdenkmal im Sinne des Denkmalschutzgesetzes des Landes Rheinland-Pfalz (DSchG) unter besonderen Schutz gestellt. Nachforschungen und gezieltes Sammeln von Funden sind genehmigungspflichtig, Zufallsfunde an die Denkmalbehörden zu melden.